# 991 McDonalda
991 McDonalda è un asteroide della fascia principale del diametro medio di circa 31,41 km. Scoperto nel 1922, presenta un'orbita caratterizzata da un semiasse maggiore pari a 3,1503758 UA e da un'eccentricità di 0,1493541, inclinata di 2,07681° rispetto all'eclittica.
Il suo nome fa riferimento al McDonald Observatory, in Texas.